# 121725 Aphidas
121725 Aphidas è un asteroide centauro. Scoperto nel 1999, presenta un'orbita caratterizzata da un semiasse maggiore pari a 17,9780661 UA e da un'eccentricità di 0,4616852, inclinata di 6,77798° rispetto all'eclittica.